# Філіпп Брух
Філіпп Брух (нім. Philipp Bruch, 1781–1847) — німецький фармацевт і мохознавець, який народився в Цвайбрюккені. Його батько Йоганн Крістіан Брух також був фармацевтом.

## Біографія
Філіп Брух народився в Цвайбрюкені. Його батьком був фармацевт Йоганн Крістіан Брух. Його братом був орнітолог Карл Фрідріх Брух. Спочатку Філіпп Брух працював у аптеці в Майнці, а потім навчався в Марбурзі та Парижі. Після смерті батька він успадкував аптеку в Цвайбрюкені у віці 21 року.
Його інтерес до ботаніки був викликаний зустріччю з вченим Вільгельмом Даніелем Йозефом Кохом, який працював над описом німецької та швейцарської флори. Брух співпрацював з Вільгельмом Філіпом Шімпером (1808–1880) над Bryologia europaea — шеститомною працею з європейської мохології. Крім того, він описав низку видів з роду мохів Orthotrichum, які отримали дійсну публікацію (Bruch ex Brid.) від швейцарського бріолога Самуеля Елізе Брідель-Брідері (1761–1828). 
Брух помер у свій день народження у віці 66 років.

## Вшанування
На його честь названо рід Bruchia з родини Bruchiaceae.

## Основні праці
- 1836–55 Bryologia europaea (спільно з Вільгельмом Філіппом Шимпером і Вільгельмом Теодором Гюмбелем)